# Martin Ondráček (lední hokejista)
Martin Ondráček (* 8. října 1987) je český lední hokejista hrající na postu pravého křídla.

## Život
V mládežnických kategoriích nastupoval za klub HC Slavia Praha. Mezi dospělé následně pronikl v sezóně 2006/2007 v Havlíčkově Brodě. Poté nastupoval i za Pelhřimov. Během ročníků 2008/2009 a 2009/2010 odehrál vždy část zápasů za pražskou Slavii a část utkání za havlíčkobrodský klub. V barvách Havlíčkova Brodu pak sezónu 2010/2011 odehrál celou. Následující ročník (2011/2012) hrál za HC Most, ale další sezónu již opět za Havlíčkův Brod. Ročník 2013/2014 strávil zčásti v Berouně a zčásti v Havlíčkově Brodě. Ročník 2014/2015 strávil v Litoměřicích, odkud se po sezóně vrátil do mateřské Slavie, nicméně do třiceti utkání zasáhl i v barvách Litoměřic. Ročník 2016/2017 odehrál za Litoměřice kompletně, ale po jeho skončení se opětovně vrátil do pražské Slavie.